# František Hellmann
František Hellmann (6. ledna 1845 Písek – 15. srpna 1925 Praha) byl český stavitel a architekt z Jaroměře, působící ve východních Čechách.

## Život
Pracoval jako zednický mistr a v roce 1896 složil stavitelské zkoušky. Praxi před zkouškami získal při rekonstrukcích historických památek. Zejména se v roce 1890 jednalo o zvonici při chrámu sv. Mikuláše v Jaroměři.

## Dílo
| Stavba                                                                    | Obec             | Výstavba    | Poznámky |
| ------------------------------------------------------------------------- | ---------------- | ----------- | --- |
| Vila Jana Náhlovského                                                     | Jaroměř          | 1888        | novorenesance; architektonický návrh pochází zřejmě od Františka Hellmanna. S určitostí to říci nelze, Hellmann totiž stavitelské zkoušky složil až v roce 1896 a v době stavby vily byl pouhým zednickým mistrem, ale na základě porovnání s jeho dalšími realizacemi (např. Adalbertinum v Hradci Králové) to lze předpokládat. |
| Adalbertinum (osvětová beseda)                                            | Hradec Králové   | 1895/6–1897 | novobaroko, k projektu vypracoval čtyři návrhy, výsledný návrh vybrán na valné hromadě Družstva tiskového dne 23. srpna 1895 |
| Dům Záložního úvěrového ústavu                                            | Hradec Králové   | 1896–1897   | historismus, třípodlažní dům, 1939 výrazně přestavěn Agrární bankou československou |
| Lázně Velichovky                                                          | Lázně Velichovky | 1897–1898   | pověřen zhotovením stavebních plánů, včetně rozpočtu pro všechny objekty lázní (stanoven na 400 tisíc K) |
| Budova Jetty (vila Zátiší)                                                | Lázně Velichovky | 1899        | pozemek ke stavbě Hellmanovi darovala baronka Berta |
| Budova C. k. Všeobecné řemeslnické školy (Střední škola řemeslná Jaroměř) | Jaroměř          | 1905–1906   | novorenesance |